# Взятие Вильманстранда
Взятие Вильманстранда (швед. Slaget vid Villmanstrand) — эпизод русско-шведской войны 1741—1743, в ходе которого русские войска 23 августа (3 сентября) 1741 года взяли приступом шведскую крепость Вильманстранд (ныне Лаппенранта).
Шведский гарнизон усиленный новыми отрядами под командованием генерала Карла Врангель насчитывал 6 тыс. солдат. Штурмовой корпус русской армии под предводительством фельдмаршала Ласси насчитывал 10 тыс. солдат. Одной линией командовал генерал-лейтенант Штофельн, а другой (5 полков) генерал-лейтенант Бахметев.
Швеция объявила войну России, надеясь вернуть утраченные в ходе Северной войны территории. Россия решила сыграть на опережение. Уже 20 августа фельдмаршал Ласси практически без боя выдвинулся из Выборга для того, чтобы нанести упреждающий удар и не дать противнику образовать ударную группировку.
23 августа в 3 часа дня русские войска атаковали Вильманстрандскую крепость, однако попали под перекрестный артиллерийский огонь как со стороны крепости, так и со стороны холма Муллумяки на левом фланге русского наступления. Перегруппировавшись, русская кавалерия полковника Ливена атаковала холм. Захваченные пушки впоследствии были использованы для обстрела самой крепости. К 5 часам дня русские войска одержали верх. Комендант крепости поднял белый флаг, однако у ворот крепости были расстреляны русские парламентеры, среди которых был генерал Икскуль. В результате фельдмаршал Ласси ответил массированным артиллерийским обстрелом крепости и новым штурмом. К 7 часу дня крепость окончательно капитулировала. В ходе сражения шведы потеряли 4 тыс. солдат убитыми. Русские потеряли вдвое меньше. Остатки шведского гарнизона, капитулировали вместе с раненым генералом Врангелем.
После взятия Вильманстрандская крепость была разрушена, а деревянные постройки сгорели. Русское войско c пленными шведами отошло к Выборгу. Командующий вторым шведским корпусом генерал Будденброк был арестован и казнен в Стокгольме за бездействие. Планы по реваншу были сорваны.
В 1818 году в Старом парке был установлен «памятник бревну», напоминающий о событиях этого штурма.